# Arman Kenesov
Arman Kenesov (Pavlodar, 4 de septiembre de 2000) es un futbolista kazajo que juega en la demarcación de centrocampista para el FC Irtysh Pavlodar de la Primera División de Kazajistán.

## Selección nacional
Tras jugar con la selección de fútbol sub-17 de Kazajistán, la sub-19 y la sub-21 hizo su debut con la selección absoluta el 16 de junio de 2023 en un partido de clasificación para la Eurocopa 2024 contra San Marino que finalizó con un resultado de 0-3 a favor del combinado kazajo tras los goles de Yan Vorogovskiy, Askhat Tagybergen y Baktiyar Zainutdinov.

## Clubes
| Club                        | País       | Año       | Partidos | Goles |
| --------------------------- | ---------- | --------- | -------- | ----- |
| FC Irtysh Pavlodar          | Kazajistán | 2018-2020 | 14       | 1     |
| FC SKA-Khabarovsk           | Rusia      | 2020      | 18       | 0     |
| FC Kaisar (cedido)          | Kazajistán | 2021      | 33       | 4     |
| FC Aktobe                   | Kazajistán | 2022-2024 | 81       | 11    |
| FC Astana                   | Kazajistán | 2025      | 6        | 0     |
| FC Irtysh Pavlodar (cedido) | Kazajistán | 2025-     | 3        | 0     |

## Palmarés

### Títulos nacionales
| Título             | Club         | País       | Año  |
| ------------------ | ------------ | ---------- | ---- |
| Copa de Kazajistán | F. C. Aktobe | Kazajistán | 2024 |